# Pagoda Thiên Mụ
La pagoda Thiên Mụ (lett.: Tempio della Signora Celeste, in vietnamita:Chùa Thiên Mụ), chiamata anche Tempio Linh Mụ, è un edificio religioso storico della città di Huế, in Vietnam. La sua iconica pagoda Phước Duyên a sette piani è considerata il simbolo non ufficiale della città. Il complesso è stato spesso oggetto di filastrocche e ca dao su Huế.
Il tempio si trova sulla collina di Hà Khê, nel rione di Hương Long, a circa 5 km dalla Città imperiale costruita dalla dinastia Nguyễn ed è sito sulla sponda settentrionale del fiume dei Profumi.

## Storia
Il complesso fu costruito nel 1601 per ordine di Nguyễn Hoàng, che a quel tempo era governatore di Thuận Hóa (l'antico nome di Huế). I signori Nguyen erano ufficialmente funzionari della dinastia Lê al potere ad Hanoi, ma de facto erano sovrani indipendenti del Vietnam centrale. Secondo gli annali reali, a Hoang fu raccontata una leggenda locale riguardante un'anziana signora conosciuta come Thiên Mụ (letteralmente "signora celeste"), vestita di rosso e blu che sedeva sul sito strofinandosi le guance. Predisse che un signore sarebbe venuto e avrebbe eretto una pagoda sulla collina per pregare per la prosperità del paese, e scomparve dopo aver fatto la sua profezia. Sentito questo, Hoang avrebbe ordinato la costruzione di un tempio sul sito in onore dell'apparizione.
Il tempio originale fu inizialmente piuttosto spartano. In seguito venne ampliato e ristrutturato. Nel 1665 fu intrapresa un'importante costruzione per ordine del signore Nguyễn Phúc Tần.
Nel 1695 il maestro cinese Shi Da Shan (釋大汕S, shìdàshānP, o "Thích Đại Sán" secondo la traslitterazione vietnamita), un membro della scuola Caodong (曹洞宗S, cáodòngzōngP, o in vietnamita "Tào Động Tông"), fu invitato a corte per avviare una congregazione buddista e supervisionarne lo sviluppo. Shi Da Shan era un noto studioso buddista della dinastia Qing e fu nominato abate della pagoda dal signore regnante Nguyễn Phúc Chu. Nel settimo mese del 1696 tornò in Cina, ma conferì il titolo di bodhisattva a Chu.
Nel 1710 Chu finanziò la fusione di una campana pesante 3.285 kg, considerata una delle reliquie culturali più apprezzate del suo tempo in Vietnam. Si dice che la campana fosse udibile da 10 km di distanza e fu oggetto di molte poesie e canzoni, inclusa una composta dall'imperatore Thiệu Trị della dinastia Nguyễn che regnò negli anni '40 dell'Ottocento.
Nel 1714 la pagoda visse la più importante fase della sua espansione. Furono eretti il gruppo principale di porte triple, diversi santuari dei regni celesti, sale per la predicazione del dharma, torri per la conservazione dei sutra, campanili, torri dei tamburi, sale di meditazione e sale per la venerazione di Avalokiteśvara e del Buddha della medicina e alloggi per i sangha.
Per volere di Chu fu organizzata la tradizionale messa in scena del ritiro vassana che si svolge ogni anno tra la luna piena del quarto mese lunare e quella del settimo. La tradizione era stata inaugurata al tempo di Gautama Buddha nell'antica India in concomitanza con la stagione delle piogge. Durante questo periodo i monaci si ritiravano in un dato luogo per svolgere le loro attività spirituali invece di predicare il dharma alla popolazione, per non calpestare, camminando sotto le piogge monsoniche, gli esseri viventi che potevano essere nascosti dall'acqua. Chu organizzò inoltre una spedizione in Cina per riportare in Vietnam delle copie del canone Tripitaka e dei sutra Mahayana, che comprendevano più di mille volumi, per seppellirle nella pagoda.
Durante il XIX secolo il tempio fu patrocinato dagli imperatori della dinastia Nguyễn, fondata nel 1802 dall'imperatore Gia Long, unificatore del moderno Vietnam. Il suo successore Minh Mạng finanziò un'ulteriore espansione e ristrutturazione del tempio.

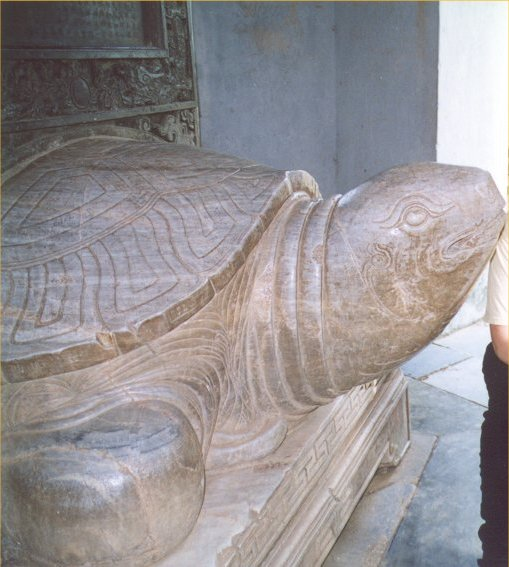
La tartaruga di pietra con una stele sul dorso

L'imperatore Thiệu Trị, succeduto a Minh Mạng, eresse la pagoda Từ Nhân nel 1844, oggi nota come pagoda Phước Duyên. La pagoda in mattoni è alta 21 m ed è di forma ottagonale a sette piani, ognuno dei quali è dedicato a un Buddha diverso. Da allora la pagoda è diventata il simbolo del paesaggio di Huế e del fiume dei Profumi.

## Architettura
Il tempio contiene anche una statua di una grande tartaruga di marmo, simbolo di longevità. Accanto alla torre su entrambi i lati ci sono strutture che registrano la storia architettonica della torre, oltre a varie poesie composte da Thiệu Trị.
Il tempio e i suoi edifici furono gravemente danneggiati da un ciclone nel 1904. L'imperatore Thanh Thai autorizzò le ricostruzioni nel 1907 che si protrassero a lungo. Oggi è presente anche una struttura turistica tra i giardini e il parco del tempio ed è stato eretto uno stupa in onore di Hòa Thượng Thích Ðôn Hậu, l'abate del tempio che visse la fase di ricostruzione nel XX secolo, il cui corpo è sepolto in un giardino di pini nello stupa stesso.
Nella sala principale si trova una statua del Buddha Maitreya affiancato da Bồ Tát Văn Thù Sư Lợi (Manjusri Bodhisattva) e Bồ Tát Phổ Hiền (Samantabhadra Bodhisattva).

## Le proteste buddiste
Durante l'estate del 1963 il tempio di Thiên Mụ, come molti nel Vietnam del Sud, divenne un focolaio di proteste antigovernative. La maggioranza buddista del Vietnam del Sud era stata a lungo scontenta del governo del presidente Ngo Dinh Diem dalla sua ascesa al potere nel 1955. Diem aveva mostrato un forte favoritismo nei confronti dei cattolici e discriminazione nei confronti dei buddisti nell'esercito, nel servizio pubblico e nella distribuzione degli aiuti del governo. Nelle campagne, i cattolici erano de facto esentati dall'esecuzione di lavori di corvée e in alcune zone rurali i sacerdoti cattolici guidavano eserciti privati contro i villaggi buddisti. Il malcontento per Diem esplose in una protesta di massa a Huế durante l'estate del 1963, quando nove buddisti morirono per mano dell'esercito e della polizia di Diem nella festa di Vesak, il compleanno di Gautama Buddha. Nel maggio 1963 fu invocata selettivamente una legge contro l'esibizione di bandiere religiose: la bandiera buddista fu bandita durante il Vesak, mentre la bandiera vaticana venne esposta per celebrare l'anniversario della consacrazione dell'arcivescovo Ngo Dinh Thuc, fratello di Diem. I buddisti intrapresero quindi una marcia dal tempio di Từ Đàm all'emittente governativa subendo l'aggressione dell'esercito. Le proteste si diffusero in tutto il paese e crebbero costantemente di dimensioni, chiedendo la firma di un comunicato congiunto per porre fine alla disuguaglianza religiosa. La pagoda Thien Mu fu un importante punto di organizzazione del movimento buddista e fu spesso sede di scioperi della fame, barricate e proteste.
Agli inizi degli anni '80 una persona fu uccisa vicino alla pagoda e il sito divenne il punto focale delle proteste anticomuniste, chiudendo i traffici attorno al ponte Phú Xuân. Il governo comunista arrestò i monaci con l'accusa di disturbo alla circolazione e all'ordine pubblico.
Il tempio ospita anche l'auto in cui Thích Quảng Đức fu condotto all'autoimmolazione a Saigon nel 1963 contro il regime di Diem, la prima di una lunga serie di autoimmolazioni da parte di membri del clero buddista che portarono la difficile situazione dei buddisti all'attenzione della comunità internazionale.